# Jacques Thönissen
Jacques Jan Baptist Thönissen (Herten, 22 januari 1939 – Aruba, 10 juni 2023) was een Arubaans/Nederlandse schrijver.
In 1962 verhuisde hij naar Aruba. Hij was daar tot zijn pensioen leraar op een MAVO. Ook begon hij met schrijven. Zijn eerste romans spelen zich af op Aruba en beschrijven veel typische aspecten van het leven op Aruba. Zijn romans Devah en Sarah, de Zwarte Madonna spelen zich grotendeels af in in Europa. Met Shon shoco weet raad verscheen zijn eerste kinderboek. Naast het schrijven gaf hij lessen Papiaments en Nederlands.
Thönissen overleed op 84-jarige leeftijd op Aruba.

## Boeken
- 1998 - Tranen om de ara, ISBN 90-5429-103-6,
- 2000 - Als dieren praten konden / si bestia por a papia
- 2000 - Eilandzigeuner, ISBN 90-5429-141-9,
- 2001 - Shon shoco weet raad, ISBN  99904 82 05 5,
- 2004 - De roep van de troepiaal, Conserve, ISBN 90-5429-196-6,
- 2006 - Spoken schurken en goudzoekers
- 2008 - De avonturen van Cado Cododo, ISBN 978-90-808069-5-5,
- 2010 - Devah, ISBN 978-90-6265-652-3,
- 2012 - Onder de watapana
- 2015 - Sarah, de Zwarte Madonna, ISBN  978 90 6265 889 3
- 2019 - Versteende liefde, ISBN 978-90-6265-773-5

## Referentie
- Auteursinformatie op Literatuurplein.nl

- Gemeinsame Normdatei: 142200670
- International Standard Name Identifier: 0000 0000 3432 4143
- Library of Congress Control Number: n99055735
- Nederlandse Thesaurus van Auteursnamen: 07513599X
- Virtual International Authority File: 70724372
- WorldCat: E39PBJdRvfTkMQHTtb8YyxvT73